# Kábeltelevízió
A kábeltelevízió olyan technikai rendszer, mely rádiófrekvenciás jelek formájában elsősorban televízióadásokat továbbít koaxiális vagy optikai kábelhálózaton.

## Története
Az Amerikai Egyesült Államokban az 1940-es évek végén mutatkozott igény arra, hogy félreeső helyeken vagy kisvárosokban élő embereknek biztosítsanak televíziós műsorszórást, ahol az adott esetben valamilyen műszaki akadály miatt egyénileg nem volt megoldható. Ezt a rendszert a kezdeti időszakban közösségi antennás televíziónak (angolul: Community Antenna Television, röviden: CATV) nevezték, melynek a lényege, hogy jellemzően egy földrajzi adottságból magas helyre – domb vagy hegy tetejére – telepítettek egy antennával felszerelt fejállomást (angolul: headend), amely a vett jelet felerősítve koaxiális kábelen a háztartásokhoz továbbította azt. 1970-ben már több ezer független rendszer működött.

## Kábeltelevíziós hálózaton működtethető szolgáltatások
- analóg televízióadás
- analóg rádióadás
- digitális televízió- és rádióadás (DVB-C)
- széles sávú internet-szolgáltatás
- internet alapú telefon szolgáltatás

## Kapcsolódó oldalak
- Ultrarövidhullámú műsorszórás (csatornakiosztás)
- Deciméteres hullámú műsorszórás (csatornakiosztás)